# Lannoy
Lannoy är en kommun i departementet Nord i regionen Hauts-de-France i norra Frankrike. Kommunen ligger i kantonen Lannoy som tillhör arrondissementet Lille. År 2022 hade Lannoy 1 791 invånare.

## Befolkningsutveckling
Antalet invånare i kommunen Lannoy
| Referens: INSEE |